# Amonardia arctica
Amonardia arctica is een eenoogkreeftjessoort uit de familie van de Miraciidae. De wetenschappelijke naam van de soort is voor het eerst geldig gepubliceerd in 1898 door Thomas Scott.